# Giovanni Barbieri (Komponist)
Giovanni Barbieri (* 7. November 1859 in Neapel; † 1943 ebenda) war ein italienischer Pianist, Komponist und Musikpädagoge.

## Leben
Barbieri schloss 1877 ein Studium bei Beniamino Cesi am Collegio di Musica San Pietro a Majella in Neapel ab. Er reiste danach als Konzertpianist durch Italien. In Neapel gründete er den Circolo Musicale und war mehrere Jahre Direktor der Societa del Quartetto. Ab 1918 war er Professor am Konservatorium der Stadt. Neben mehreren Opern komponierte er ein Klavierkonzert und weitere Klavierwerke, Kammermusik und Lieder. Viele seiner Kompositionen wurden vom Musikverlag Ricordi veröffentlicht.

## Werke
- 5 Pezzi per pianoforte, 1882
- Sognai!, Text von Salvatore Di Giacomo, 1886
- Oi’ piccerella! Canzonetta popolare, Text von Roberto Bracco, 1886
- Comm’a nu mare. Come pe’ il mare!, neapolitanisches Volkslied, Text von Salvatore Di Giacomo, 1886
- Comm’ a nu suonno. Come un bel sogno!  neapolitanisches Volkslied, Text von Salvatore Di Giacomo, 1886
- Vocc’ azzeccosa! Bocca vezzosa neapolitanisches Volkslied, Text von Salvatore Di Giacomo, 1886
- Lasciali dir für Sopran oder Mezzosopran, Text von Lorenzo Stecchetti, 1886
- Jole, Lied für Mezzosopran, Text von G. di Nunno, 1887
- Nel sonno mio, Lied für Mezzosopran, Text von Lorenzo Stecchetti, 1887
- Sospiro! "Se fra gli umani sogni", Lied für Mezzosopran oder Bariton, Text von Federico Persico, 1887
- Voglio sognar! "Quando veder mi parve", Lied für Mezzosopran, Text von G. Pessina, 1887*La collana di perla, Oper, Libretto von Luigi Conforti nach Walter Scott, 1897
- Ninon e Ninetta, Operette, Libretto von Giulio Massimo Scalinger, 1898
- Burlesca, Fiore solitario, Sarabanda und Gavotta für Klavier, um 1900
- Gli amori degli angeli, Poema lirico, Libretto von Antonio Menotti Buia nach Thomas Moores "The loves of the angels", 1904
- A quoi revent les jeunes filles, Oper, Libretto von Giulio Massimo Scalinger nach Alfred de Musset
- Ghismonda, Oper, Libretto von Frontini Mantella-Profumi nach Giovanni Boccaccio
- Preludio für Klavier
- Mazurka slava für Klavier
- Concerto per pianoforte e orchestra
- Didone, Suite drammatica
- Concerto in fa diesis in tre tempi, dedicato a Giuseppe Martucci
- Quattro sonate per pianoforte e violino
- Preludi e fughe für Klavier
- Polacca in fa diesis für Klavier
- Fantasia ungherese für Klavier
- Aubade
- Capriccio per due piani ed archi
- Cuore e Cavallo für Klavier
- Foglie sparse. Album di quattro romanze für Mezzosopran oder Tenor
- 2 Marcie nell'Alessandro alle Porte Caspie für Klavier
- Serenata dall opera Ninon e Ninetta
- Tipu-Saib für Klavier
- Armida, Gavotte für Klavier
- Damni un’ora d’amour!, Lied
- Pei cieli "Naviga, naviga, Lied